# Sinais - Parte I
Sinais - Parte I é o primeiro extended play (EP) do artista musical brasileiro Di Ferrero. Lançado em 19 de julho de 2019 pela Universal Music.

## Lista de faixas
Lista de faixas adaptadas do ITunes.
| N.º            | Título                          | Duração |  |
| 1.             | "Viver Bem"                     | 2:48    |  |
| 2.             | "Diamante Raro" (Com Gee Rocha) | 3:07    |  |
| 3.             | "Seus Sinais"                   | 3:28    |  |
| 4.             | "Outra Dose"                    | 3:04    |  |
| 5.             | "Não É Tarde de Mais"           | 3:09    |  |
| 6.             | "Vou Te Levar"                  | 2:48    |  |
| Duração total: | Duração total:                  | 18:27   |  |